# Santa Rosa de Yacuma
Santa Rosa de Yacuma – miasto w Boliwii, w departamencie Beni, w prowincji José Ballivián.